# عبد الباقي الزرقاني
عبد الباقي الزرقاني هو عبد الباقي بن يوسف بن أحمد الزرقاني، أبو محمد (1020 هـ – 1099 هـ) فقيه مصري إمام محقق، كان مرجع المالكية في عصره. وابنه هو محمد بن عبد الباقي الزرقاني، أبو عبد الله (1055 هـ – 1122 هـ) شارح موطأ الامام مالك.

## مؤلفاته
من تصانيفه:
1. شرح على مختصر خليل.
2. شرح على المقدمة العزية للجماعة الأزهرية.

وكلاهما في الفقه المالكي.

## قالوا عنه
- قال عنه المحبي في خلاصة الأثر في أعيان القرن الحادي عشر: «عبد الباقي بن يوسف بن أحمد شهاب الدين بن محمد بن علوان الزرقاني المالكي العلامة الإمام الحجة شرف العلماء ومرجع المالكية وكان عالما نبيلا فقيها متبحرا لطيف العبارة ولد بمصر في سنة عشرين وألف وبها نشأ ولزم النور الاجهوري سنين عديدة وشهد له بالفضل وأخذ علوم العربية عن العلامة يس الحمصي والنور الشبراملسى وحضر الشمس البابلي في دروسه الحديث وأجازه جل شيوخه وتصدر للإقراء بجامع الأزهر وألف مؤلفات كثيرة منها شرح على مختصر خليل تشد إليه الرحال وشرح على العزية وغير ذلك وكان رقيق الطبع حسن الخلق جميل المحاورة لطيف التأدية للكلام وكانت وفاته ضحى يوم الخميس رابع عشرى شهر رمضان سنة تسع وتسعين وألف بمصر ودفن بتربة المجاورين.»[2]
- قال عنه الجبرتي في عجائب الآثار في التراجم والأخبار: «الإمام الحجة عبد الباقي بن يوسف بن أحمد بن محمد بن علوان الزرقاني المالكي الوفائي ولد سنة عشرين وألف بمصر ولازم النور الاجهوري مدة وأخذ عن الشيخ يس الحمصي والنور الشبراملسي وحضر في دروس الشمس البابلي الحديثية وأجازه جل شيوخه وتلقى الذكر من أبي الاكرام توفي سنة خمس وأربعين وألف وتصدر للاقراء بالأزهر وله مؤلفات منها شرح مختصر خليل وغيره توفي في رابع عشرين رمضان سنة تسع وتسعين وألف وصلى عليه إماما بالناس الشيخ محمد قوشي.»[3]
- قال عنه محمد بن الطيب القادري في نشر المثاني لأهل القرن الحادي والثاني: «الفقيه الكبير العالم الشهير المعقولي الخطير الشيخ عبد الباقي الزرقاني المصري صاحب الشرح الجليل على مختصر خليل الذي أقبل الناس عليه شرقا وغربا وانتفعوا به بعدا وقربا وله شرح أيضا على شرح اللقاني لخطبة المختصر المذكور وغير ذلك من المؤلفات فهو أحد أئمة الزمان وكبراء الأئمة الأعيان وتوفي عام تسعة وتسعين وألف.» [بحاجة لمصدر]
- قال عنه محمد مخلوف في شجرة النور الزكية في طبقات المالكية: «أبومحمد عبد الباقي بن يوسف بن أحمد الزرقاني الفقيه الإمام العلامة النظار العمدة المحقق الفهامة شرف العلماء ومرجع المالكية الفضلاء أخذ عن النورالأجهوري لازمه وشهد له بالعلم والبرهان اللقاني والنور الشبراملسي والشمس البابلي وأجازه جل شيوخه وعنه أخذ جماعة منهم ابنه محمد وأبوعبد الله محمد الصفار القيرواني له مؤلفات منها شرح على المختصر تشد إليه الرحال دل على فضل واطلاع ونبل وشرح العزية وشرح على خطبة خليل للناصر اللقاني ورسالة في الكلام على إذا ومنسك وأجوبة على أسئلة رفعت إليه وثبت مولده بمصر سنة عشرين وألف وتوفي في رمضان سنة تسع وتسعين وألف.» [بحاجة لمصدر]
- قال عنه إسماعيل باشا البغدادي في هدية العارفين: «الزرقاني: عبد الباقي بن يوسف بن أحمد بن محمد ابن علوان الزرقاني المصري المالكي الوفائي المتوفى سنة 1099 تسع وتسعين وألف. له شرح مختصر الشيخ خليل في الفروع. شرح الموطأ للأمام مالك.»[4]